# Les Bourgeois
Pour les articles homonymes, voir Bourgeois.
Pistes de Olympia 1961
Les Prénoms de Paris (version enregistrée en public) Les Paumés du petit matin  (version enregistrée en public)
Pistes de Les Bourgeois
Les Paumés du petit matin (version studio)

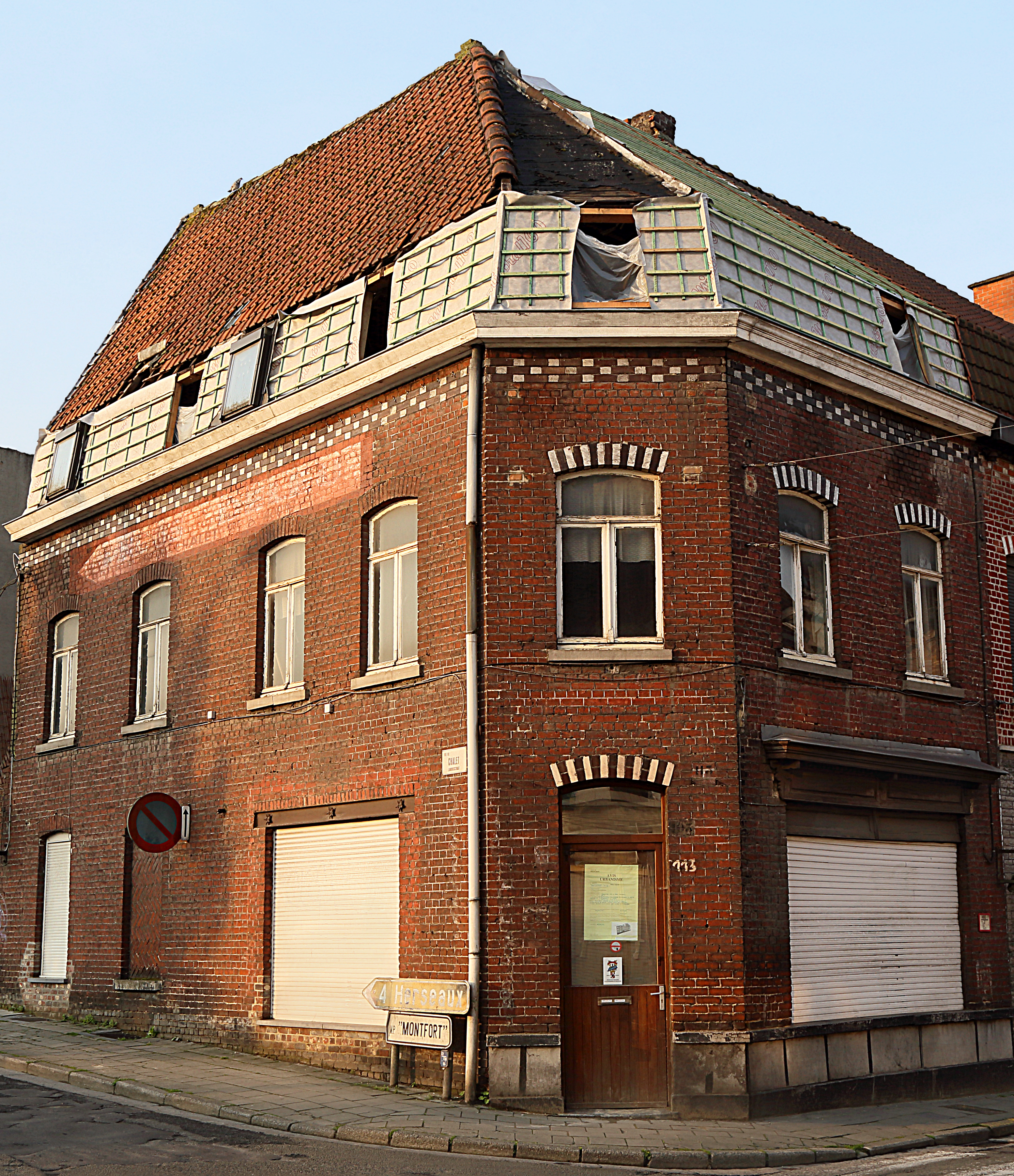
L'ancien café de l'Adrienne en 2016.

Les Bourgeois est une chanson écrite et interprétée par Jacques Brel, et composée par Jean Corti. La chanson est enregistrée en public sur la scène de l'Olympia en 1961 et sort l'année suivante sur l'album Olympia 1961, dernier disque de l'artiste comprenant des enregistrements originaux à paraitre chez Disques Philips.
Jacques Brel, à présent chez Barclay, le 9 mars 1962, enregistre en studio Les Bourgeois, version qui parait sur son premier album Barclay et sur le 33 tours 25cm Madeleine.
Une version néerlandaise est enregistrée par Jacques Brel en 1965.

## Analyse du texte
Le texte évolue temporellement dans une unité de lieu, où l'on retrouve les mêmes personnages à différents âges. Le leitmotiv change de sens à mesure que leurs positions sociales évoluent. Il existe deux prises différentes de la chanson. La première est disponible en monophonie sur les premières versions des disques et la deuxième en stéréophonie notamment dans la compilation Brel chante en Multiphonie paru en 1966 et dans les différentes intégrales en disques compact.

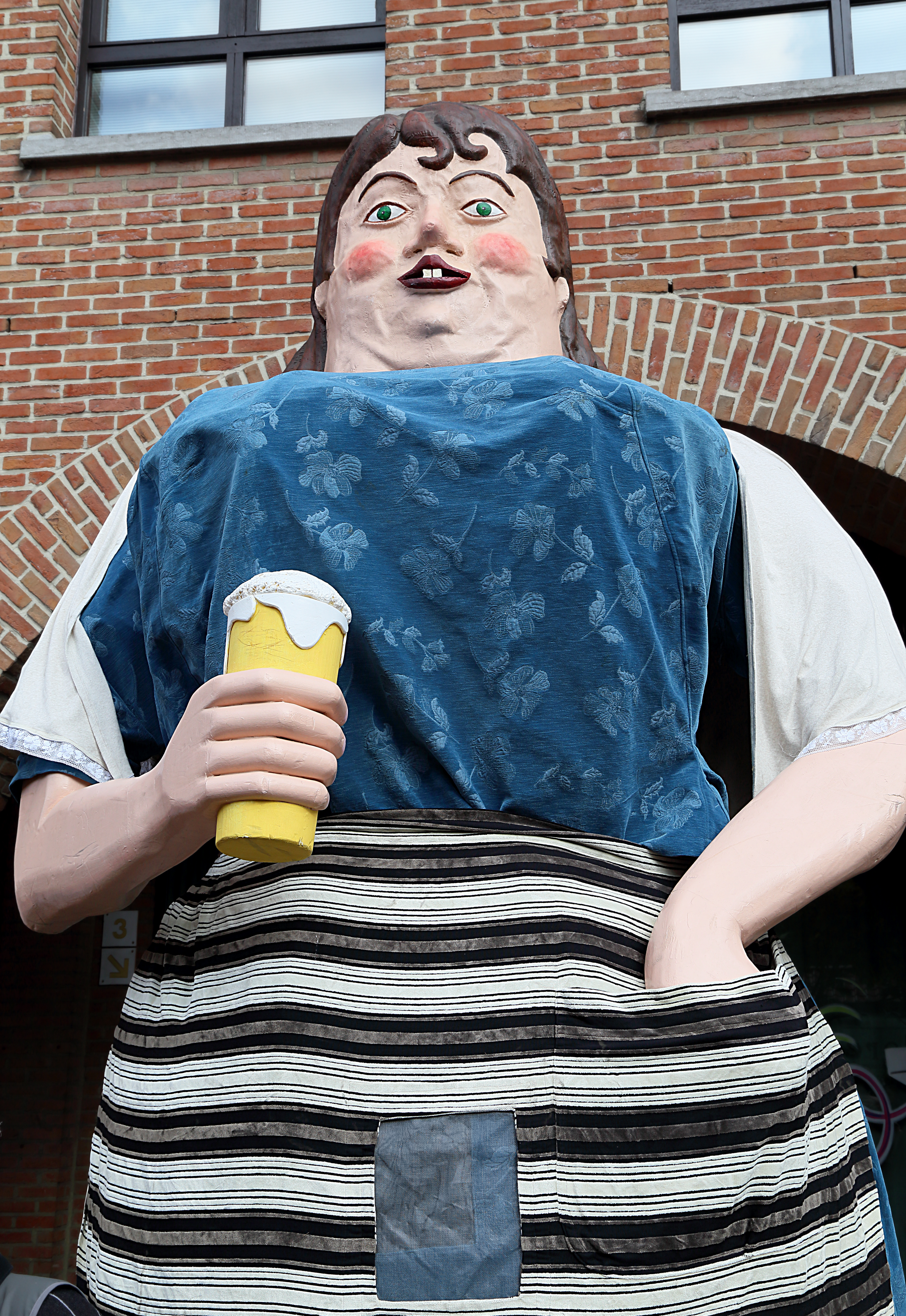
La grosse Adrienne.

Dans les deux premières strophes, le narrateur explique que lui et ses deux camarades (Pierre, son frère et Jojo, Georges Pasquier, son ami et secrétaire), prenaient l'habitude de provoquer les notaires bourgeois sortant de l’Hôtel des Trois Faisans, en chantant une chanson grivoise tout en montrant leurs fesses : 
« Les bourgeois c'est comm' les cochons / Plus ça devient vieux, plus ça devient bête, / Les bourgeois c'est comme les cochons / Plus ça devient vieux plus ça devient... »
Dans la dernière strophe, les trois compères devenus eux-mêmes notaires, viennent se plaindre auprès du commissaire de police, de l'agissement de trois « jeunes peigne-cul » qui, chaque soir en sortant du bar de l’Hôtel des Trois Faisans, leur montrent leurs derrières en chantant la même chanson grivoise qu'ils chantaient eux-mêmes dans leur jeunesse.
« La grosse Adrienne de Montalant » fait référence à la tenancière d'un café populaire dans les années 1950 à Mouscron (Belgique), dans le quartier du Mont-à-Leux : Adrienne du Mont-à-Leux. Le nom exact fut modifié pour faciliter la rime,, La ville de Mouscron en a fait une géante sortie pour la première fois lors de la fête des hurlus en octobre 2010.

## Discographie
1962, Disques Philips :
- 33 tours 30cm Philips B 77 386 L[5] Olympia 1961
- Super 45 tours Philips 432.766 BE : Les Bourgeois (version live), Les Singes, Les paumés du petit matin, Madeleine[6]
- 33 tours 25cm Philips B 76 556 R[7] Les paumés du petit matin (Jacques Brel a déjà signé chez Barclay, lorsque son ancienne maison de disques sort ce volume, qu'elle présente comme son sixième album. Le disque reprend six chansons enregistrées à l'Olympia - précédemment parues sur l'album Olympia 1961 - ainsi que deux enregistrement studios inédits : L'aventure et Voir[7]).

Disques Barclay :
1962 :
- 33 tours 30cm Barclay 80 173 Les Bourgeois (parut sans titre à l'origine, l'album sort sous deux pochettes différentes)[8],[9].
- 33 tours 25cm Barclay 80 175 Madeleine (disque parut sans titre à l'origine)[10].
- super 45 tours Barclay 70 453 : Les Bourgeois (version studio), La statue, Bruxelles, Une île[11] (sort sous deux pochettes différentes)[12].

1964 :
- Olympia 1964 (voir également : Olympia 1964 - 1966).

1965 :
- 45 tours Barclay 60547 : De burgerij (Les Bourgeois en néerlandais), Mijn vlakke land (Le Plat Pays en néerlandais)[13].

1966 :
- réédition de l'album 30cm Les Bourgeois sous le titre Le Plat pays (33 tours Barclay 90 015)[14].
- 33 tours 30cm Barclay BB 97 M Jacques Brel chante en multiphonie[15].

1973
- 45 tours Barclay 61.838 : Les Bourgeois, Bruxelles[16].

## Adaptations et reprises

### Adaptations
- Jacques Brel a enregistré une version néerlandaise de cette chanson : De Burgerij[17].
- Les Bourgeois a également été adaptée deux fois en anglais : The Middle Class par Mort Shuman et Eric Blau (en) en 1968 et en 1991, par Tom Robinson Yuppie Scum.

### Reprise
- En 1979, Serge Lama reprend le titre sur l'album Lama chante Brel.
- En 2007, Opium du Peuple reprend le titre en version punk-rock sur leur album Sex, Drugs & Variété.
- En 2007, Florent Pagny reprend le titre sur l'album Pagny chante Brel.

## Dans la culture
Sauf indication contraire, les informations mentionnées dans cette section peuvent être confirmées par le générique de fin de l'œuvre audiovisuelle présentée ici, ainsi que par la base de données cinématographiques IMDb,  présente dans la section « Liens externes ».
- 2003 : Les Sentiments de Noémie Lvovsky, interprétée a cappella par Agathe Bonitzer et Virgile Grünberg
- 2006 : Dikkenek d'Olivier Van Hoofstadt : quelques strophes sont rapidement citées sans la mélodie par François Damiens à partir de la 55e minute.